# Николай Павлов (политик)
Николай Ангелов Павлов е български политик, министър на енергетиката в служебното правителство на Огнян Герджиков.

## Биография
Роден е на 9 февруари 1975 г. в Димитровград. Завършва магистратура по финанси и международни икономически отношения в УНСС. Бил е финансов директор и член на УС на Националната електрическа компания, както и член на Съвета на директорите на „Контур Глобал Марица Изток 3“ АД. Известно време е в Надзорния съвет на ХЕК Горна Арда и финансов директор на Булгаргаз. От 2016 г. е изпълнителен директор на дружеството. От 27 януари до 4 май 2017 г. е министър на енергетиката.